# Кастел дел Казио
Кастел дел Казио (итал. Castel di Casio) је насеље у Италији у округу Болоња, региону Емилија-Ромања. 
Према процени из 2011. у насељу је живело 198 становника. Насеље се налази на надморској висини од 541 м.

## Становништво
| 1951. | 1961. | 1971. | 1981. | 1991. | 2001. | 2011. |
| ----- | ----- | ----- | ----- | ----- | ----- | ----- |
| 3.913 | 3.008 | 2.474 | 2.667 | 2.833 | 3.174 | 3.479 |